# Lucie Martínková
Lucie Martínková (* 19. September 1986 in Kolín, Tschechoslowakei) ist eine ehemalige tschechische Fußballspielerin. 2003 spielte sie erstmals für die A-Nationalmannschaft, deren Rekordnationalspielerin sie mittlerweile ist. Sie ist die Zwillingsschwester der tschechischen Nationalspielerin Irena Martínková.

## Karriere

### Vereine
Martínková spielte zusammen mit ihrer Zwillingsschwester Irena mit Ausnahme eines zweijährigen Engagements beim schwedischen Erstligisten KIF Örebro hauptsächlich bei Sparta Prag. Beide bestritten für den Verein je insgesamt 20 Spiele in der Champions League. Bestes Ergebnis war für sie das Erreichen des Achtelfinales 2009/10, 2010/11, 2011/12, 2012/13 und 2020/21.

### Nationalmannschaft

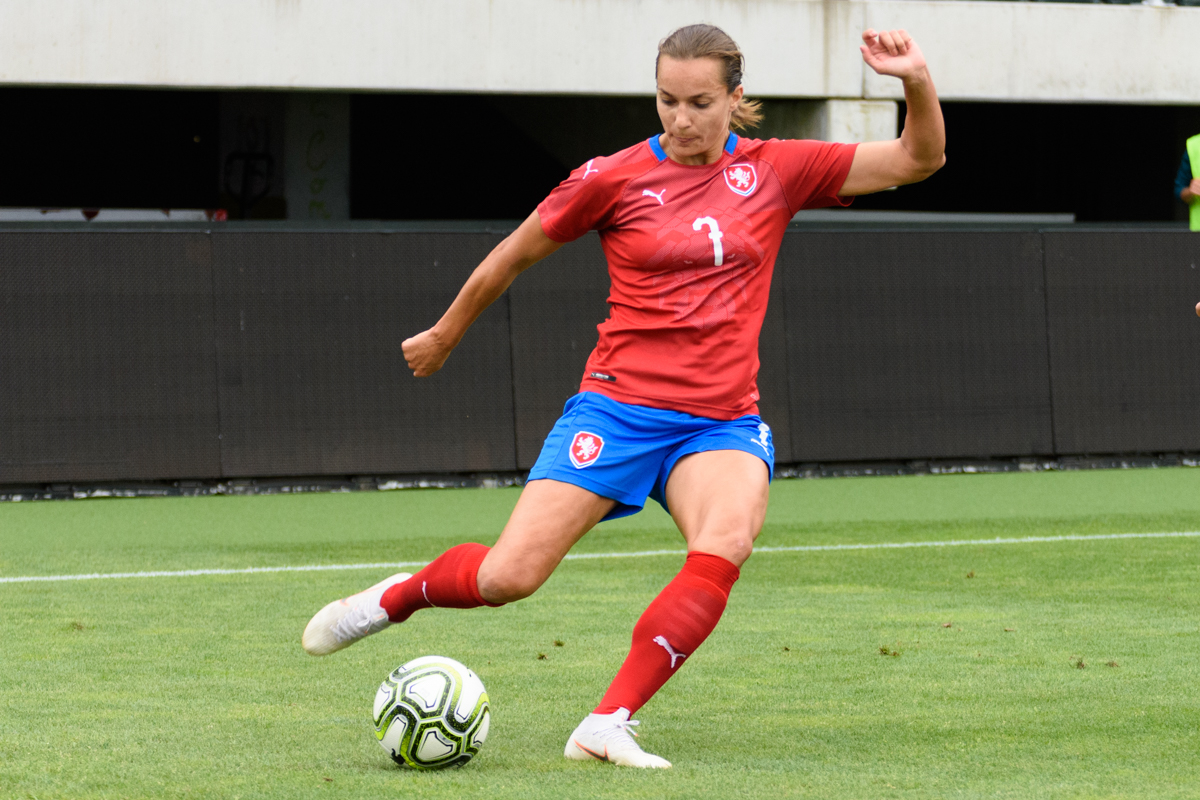
Lucie Martínková beim Länderspiel am 31. August 2018 gegen Slowenien

Im Mai 2002 kamen die Zwillinge bei einem Freundschaftsspiel gegen Belgien zu ihrem einzigen Einsatz in der tschechischen U-17-Mannschaft, wobei Irena per Strafstoß das Tor für die Tschechinnen bei der 1:4-Niederlage erzielte. Fünf Monate später bestritten beide gegen Italien ihr erstes Spiel für die U-19-Mannschaft, wobei Lucie aber bereits nach einer Minute ausgewechselt wurde. 2003 hatten dann beide zehn bzw. elf Einsätze in der U-19-Mannschaft, u. a. in der zweiten Qualifikationsrunde zur U-19-Fußball-Europameisterschaft der Frauen 2003 im April, wo sie als Dritte die Endrunde verpassten, und im September in der ersten Qualifikationsrunde zur U-19-Fußball-Europameisterschaft der Frauen 2004, wo sie als Dritte die zweite Runde verpassten. Dazwischen hatten beide ihren ersten Einsatz in der A-Nationalelf. Im ersten Qualifikationsspiel zur EM 2005 am 8. Juni 2003 gegen die Ukraine wurde Lucie zur zweiten Halbzeit und Irena in der 76. Minute eingewechselt. Es blieb 2003 ihr einziger gemeinsamer Einsatz in der A-Elf, Lucie kam noch zu drei und Irena zu einem weiteren Einsatz 2003. 2004 und 2005 spielten dann beide sowohl noch für die U-19 als auch die A-Elf, dann aber wieder – bis auf ein Spiel – gemeinsam. 2005 hatten sie fünf Spiele zusammen in der A-Elf, einmal wurde nur Irena eingesetzt. In den nächsten Jahren hatte Lucie dann immer mehr Einsätze und bestritt am 7. November 2019 gegen Aserbaidschan  als erste Tschechin ihr 100. Länderspiel, während Irena es bis dahin auf erst 75 A-Länderspiele gebracht hatte. Am 1. Dezember 2020 wurde Lucie für ihren 100. Startelfeinsatz geehrt. Ein großes Turnier konnten sie bisher nicht erreichen. In der Qualifikation zur EM 2005 und 2009 scheiterten sie in den Play-offs jeweils an der Nationalmannschaft Italiens, danach konnten sie erst wieder in der Qualifikation für die EM 2022 die noch ausstehenden Playoffs erreichen. In den Qualifikationen für die WM 2007 und 2011 nahmen sie mit ihrer Mannschaft jeweils Platz 2 hinter der Nationalmannschaft Schwedens ein, aber nur die Schwedinnen qualifizierten sich direkt oder spielten in den Play-offs. Im weiteren Verlauf belegte ihre Mannschaft jeweils den dritten Platz. In den ersten vier Spielen der Qualifikation für die WM 2023 gelangen den Tschechinnen zwei Remis gegen Europameister Niederlande sowie ein hoher 8:0-Sieg gegen die Nationalmannschaft Zyperns. Allerdings verloren sie auf Island mit 0:4.

## Erfolge
Nationalmannschaft
- Slavic-Cup Finalist 2013

Sparta Prag
- Tschechischer Meister 2005, 2010, 2011, 2012, 2018, 2019, 2021
- Tschechischer Pokalsieger 2012, 2017, 2018, 2019

## Auszeichnungen
- Talent des Jahres 2004
- Tschechische Fußballspielerin des Jahres 2012, 2013, 2014

## Anmerkung / Einzelnachweise
1. ↑  Spiele und Tore ab der Saison 2020/21
2. ↑  Česká republika 1:4 (0:2) Belgie
3. ↑  Itálie 0:1 (0:1) Česká republika
4. ↑  Ukrajina 1:1 (1:0) Česká republika
5. ↑  zeny.fotbal.cz: Lucie Martínková si připsala 100. start za národní tým

| Personendaten    | Personendaten                 |
| ---------------- | ----------------------------- |
| NAME             | Martínková, Lucie             |
| KURZBESCHREIBUNG | tschechische Fußballspielerin |
| GEBURTSDATUM     | 19. September 1986            |
| GEBURTSORT       | Kolín, Tschechoslowakei       |